# Parc provincial d'Ischigualasto
Pour les articles homonymes, voir Valle de la Luna (homonymie).
Le parc provincial d'Ischigualasto ou Valle de la Luna, en Argentine, est situé à l'extrême nord-est de la province de San Juan, dans le département de Valle Fértil, à quelque 330 km de la capitale provinciale San Juan. Le site a été inscrit sur la liste du patrimoine mondial de l'UNESCO le 29 novembre 2000.
Sa superficie est de 63 000 hectares ou 630 km2.

## Toponymie
Ischigualasto est un nom d'origine quechua, qui signifie, « endroit où se pose la lune ». On lui a aussi attribué une origine diaguita. D'autres ont prétendu que cela correspondait au nom d'une tribu ou d'un cacique des Huarpes. Actuellement l'acception la plus probable est la première.
Le nom de Valle de la Luna (« Vallée de la Lune ») lui fut donné par un certain Victorino de Jesús Herrera, membre de la famille propriétaire de la grande estancia Ischigualasto, aux environs de 1940. Un premier reportage fut fait par un photographe de San Juan nommé Rogelio Díaz Costa. Mais le site commença seulement à être visité en 1967 à la suite de la publication au mois de mars d'un article illustré dans le journal La Prensa, ayant pour titre Riqueza y belleza natural del Valle la Luna (« Richesse et beauté naturelle de la Vallée de la Lune »).

## Paléontologie
Sur un plan scientifique, le site était déjà célèbre du fait de l'exhumation en son sein de squelettes fossilisés de certains dinosaures, retrouvés dans la formation géologique d'Ischigualasto.
C'est le seul endroit où l'on peut voir totalement et de manière parfaitement différenciée, toute la période triasique, et ce de manière complète et ordonnée.

## Tourisme
Si le parc est un haut lieu scientifique, c'est aussi une attraction touristique importante. On peut le parcourir sous forme de visites guidées dans des véhicules particuliers, accompagnés par un guide du parc, qui définira les arrêts et donnera toutes explications utiles concernant le site visité.
Pour faire ces excursions, il est nécessaire de posséder un véhicule personnel ou loué. L'excursion dure trois heures approximativement. Il existe aussi des parcours à bicyclette.
À l'entrée du parc est installé un centre d'interprétation, qui fonctionne à la manière d'un musée et a un parcours explicatif, où l'on montre les processus d'extraction d'un fossile et les particularités de ces fossiles. Le prix d'entrée inclut cette visite. Le parc comprend un buffet et des douches.

### Accès
Depuis Buenos Aires, l'accès est aisé et se fait par des routes totalement asphaltées : d'abord la route nationale 9 jusque Córdoba ; puis une courte section de la nationale 20 jusque Villa Carlos Paz ; ensuite la nationale 38 jusque Patquía et enfin la nationale 150 jusqu'au parc.

## Géographie
On a calculé[Qui ?] que les formations géologiques de ce site ont une ancienneté de 180 à 230 millions d'années.
La vallée constitue un paysage étrange, minéral, où la rareté de la végétation et la gamme la plus variée de la couleur des sols, associées aux formes capricieuses des montagnes, ont fait qu'elle est devenue un lieu de prédilection pour touristes aussi bien nationaux qu'étrangers.
On trouve à l'intérieur du parc le Cerro Morado, antique cheminée de volcan aujourd'hui éteint, que l'on peut escalader avec l'aide d'un guide. On obtient au sommet une vue privilégiée de la région. La durée de l'ascension est d'environ 1 heure.

## Flore et faune
Le climat est aride à semi-désertique. Les précipitations moyennes sont de l'ordre de 300 millimètres annuellement. Les pluies tombent en été, donnant naissance à de petits cours d'eau qui se tarissent dès la fin de la saison pluvieuse.
Le type de végétation est le matorral, forêt d'arbustes xérophiles. Ces arbustes ne dépassent pas les 3 mètres. L'espèce la plus représentative est la jarilla.
Le guanaco et le mara sont les plus grands herbivores. Parmi les carnivores, il y a le hurón et le petit renard gris ainsi que divers félins comme le puma.
L'oiseau le plus fréquent est le nandou d'Amérique, suivi du martineta común et des oiseaux de proie comme la buse águila mora (Geranoaetus melanoleucus) et le carancho ou caracara.

Vue panoramique du parc provincial d'Ischigualasto.